# Скоростная железная дорога Харбин — Далянь
Скоростная железная дорога Харбин—Далянь (Хада) (кит. упр. 哈大客运专线, пиньинь Ha-Da Keyun Zhuanxian, палл. Ха-Да кэюнь чжуаньсянь) — высокоскоростная железнодорожная линия в Китае, открытие которой было произведено 1 декабря 2012 года. Соединила города Харбин, Чанчунь, Шэньян и Далянь (Дальний).
Стоимость строительства составит 98 миллиардов юаней (около 450 миллиардов рублей в ценах 2011 года). Строительство линии началось 23 августа 2007 года.
Общая длина линии составляет 904 км, поезда по ней будут идти со скоростью до 350 км/ч. Ширина колеи — стандартная европейская 1 435 мм, напряжение — переменный ток 25 кВ.
Ввод новой пассажирской линии в эксплуатацию позволит разгрузить существующую железнодорожную линию и увеличить грузооборот между двумя городами на 50-60 млн тонн в год.
«Хада» — первая высокоскоростная линия на северо-востоке Китая.